# Georg Otto von Wulffen
Georg Otto von Wulffen (* 7. Juni 1813 in Breslau; † 9. Juni 1889 in Berlin) war ein preußischer General der Infanterie und Gouverneur des Invalidenhauses in Berlin.

## Leben

### Herkunft
Er entstammt den Halberstädter von Wulffen, die das Lehen Haus Neindorf bereits 1458 erhielten. Seine Eltern waren Karl August von Wulffen (1759–1836) und dessen dritte Ehefrau Philippine Elisabeth, geborene Friesner (1775–1844). Auch zwei ältere Brüder waren preußische Offiziere.

### Militärkarriere
Wulffen besuchte die Kadettenanstalten in Potsdam und Berlin. Von dort wurde er am 13. August 1830 als Unteroffizier dem 2. Garde-Regiment zu Fuß der Preußischen Armee überwiesen und am 21. Februar 1831 zum Portepeefähnrich ernannt. Am 19. Januar 1832 folgte seine Versetzung in das 10. Infanterie-Regiment und die Beförderung zum Sekondeleutnant am 29. September 1834. Ab 1. April 1842 fungierte Wulffen als Adjutant des I. Bataillons in Breslau. Daran schloss sich von März 1850 bis Ende Februar 1851 eine Kommandierung als Kompanieführer im III. Bataillon im 10. Landwehr-Regiment sowie seine zwischenzeitliche Beförderung zum Premierleutnant an. Vom 1. Juli 1852 bis 31. Juli 1856 folgte eine weitere Kommandierung. Dieses Mal nach Oels in das II. Bataillon des 10. Landwehr-Regiments. Innerhalb dieses Regiments war Wulffen als Hauptmann während dieser Zeit mit der Ausbildung einer versuchsweise mit Miniégewehren bewaffneten kombinierten Kompanie beauftragt. Anschließend kehrte er in das 10. Infanterie-Regiment zurück und wurde zum Chef der 2. Kompanie ernannt. Im Jahr 1856 machte er eine Generalstabsübungsreise in den Provinzen Posen und Schlesien. Am 1. Februar 1858 kam er in das 36. Infanterie-Regiment und nach der Reorganisation der Armee am 1. Juli 1860 kam er als Major in das 8. kombinierte Infanterie-Regiment. Im März 1862 erhielt er eine Belobigung vom König wegen seines vorbildlichen Verhaltens bei einer Flut vor Küstrin. Noch im gleichen Jahr machte er eine Generalstabsübungsreise in die Provinz Brandenburg mit.
Im Krieg gegen Dänemark leitete Wulffen am 15. März 1864 den Angriff auf Fehmarn und nahm die Insel in Besitz, wofür er eine Belobigung des Königs erhielt. Am 18. Juni 1865 wurde er zum Oberstleutnant befördert. Während des Krieges gegen Österreich 1866 zeichnete sich Wulffen in der Schlacht bei Gitschin aus und erhielt dafür den Orden Pour le Mérite. Danach kämpfte er auch in der Schlacht bei Königgrätz. Am 18. April 1867 wurde er zum Oberst befördert und am 22. Juni 1876 zum Kommandeur des 6. Brandenburgischen Infanterie-Regiments Nr. 52 ernannt.
Während des Krieges gegen Frankreich 1870/71 kämpfte Wulffen mit Auszeichnung in den Schlachten bei Spichern, Vionville und Mars-la-Tour, Gravelotte und St. Privat sowie bei den Ausfallgefechten von Les Tapes, Bellevue und Woippy und der Einschließung von Metz. Des Weiteren in den Gefechten bei Beaume-la-Rolande, Maizieres, Orleans, Grien, Briare und der Schlacht bei Le Mans. Er erhielt beide Klassen des Eisernen Kreuzes und das Eichenlaub zum Orden Pour le Mérite.
Am 18. August 1871 wurde er mit der Führung der 10. Infanterie-Brigade beauftragt und am 8. November 1871 zum Kommandeur der Brigade ernannt. Die Beförderung zum Generalmajor erfolgte am 18. Januar 1872, am 13. März 1875 wurde er Kommandant von Breslau. Am 22. März 1877 erhielt er die Ernennung zum Generalleutnant. Zu seinem 50-jährigen Dienstjubiläum wurde Wulffen der Rote Adlerorden I. Klasse mit Eichenlaub und der Zahl „50“ verliehen. Am 9. Oktober 1880 wurde sein Abschiedsgesuch bewilligt und Wulffen unter Stellung à la suite des 6. Brandenburgischen Infanterie-Regiments Nr. 52 mit der gesetzlichen Pension zur Disposition gestellt.
Unter Belassung in seiner Stellung à la suite wurde Wulffen am 28. Oktober 1884 zum Gouverneur des Invalidenhauses in Berlin ernannt. Weiterhin wurde bestimmt, dass Wulffen außer in der Rangliste der Armee fortan auch in der Dienstaltersliste der Generale zu führen sei. Er erweiterte das Invalidenhaus und am 1. Oktober 1885 konnte er eine neue Kompanie errichten. Im Jahr darauf wurde Wulffen am 18. September 1886 der Charakter als General der Infanterie verliehen. Am 1. April 1888 wurde die Provinzial-Invaliden-Kompanien aufgelöst und so kamen fünfzehn weitere Offiziere in das Haus.
Nach seinem Tod wurde Wulffen am 12. Juni 1889 auf dem Invalidenfriedhof beigesetzt.

### Familie
Er heiratete am 26. September 1854 in Breslau Klara Freiin von Reitzenstein (1824–1896). Das Paar hatte folgende Kinder:
- Jeanette (1855–1890) ⚭ Rudolf Palsner, Pastor in Landeck in Schlesien
- Otto (* 1858), preußischer Major ⚭ 1890 Marie von Kotze (* 1867)